# Tōnacācihuātl
Tōnacācihuātl är en gudinna inom aztekisk mytologi. 
Hon var skapelsens gudinna och skapare av jorden och dess frukter.